# Vande Mataram
Vande Mataram (em sânscrito: वन्दे मातरम् Vande Mataram, em bengali: বন্দে মাতরম Bonde Matorom; em português: Venera-te Mãe) é a canção nacional da Índia, distinta do hino nacional da Índia "Jana Gana Mana". A canção foi composta por Bankimchandra Chattopadhyay em uma mistura de bengali e sânscrito.